# حمام فهلیان
حمام فهلیان مربوط به دوره صفوی است و در شهرستان ممسنی، روستای فهلیان واقع شده و این اثر در تاریخ ۲۵ اسفند ۱۳۷۹ با شمارهٔ ثبت ۳۴۲۷ به‌عنوان یکی از آثار ملی ایران به ثبت رسیده است.